# Scotophilus nux
Scotophilus nux är en fladdermusart som beskrevs av Thomas 1904. Scotophilus nux ingår i släktet Scotophilus och familjen läderlappar. IUCN kategoriserar arten globalt som livskraftig. Inga underarter finns listade i Catalogue of Life.

## Utseende
Arten är med en underarmlängd av 53 till 60 mm medelstor i sitt släkte. Den har en robust kropp och rödbrun till svartbrun päls på ovansidan. Undersidan är något ljusare i mörkbrun till orangeröd. En hudflik på näsan (bladet) saknas. Svansen är helt eller nästan helt inbäddad i den del av flygmembranen som ligger mellan bakbenen. Scotophilus nux har ganska korta öron som inte är sammanlänkade med varandra. Arten har fyra kindtänder på varje sida av överkäken och fem kindtänder i de övre käkhalvorna.

## Utbredning
Arten förekommer i västra och centrala Afrika. En population från Sierra Leone till Ghana, en annan population från östra Nigeria till Uganda och en mindre population vid gränsen Uganda/Kenya. Habitatet utgörs av tropiska skogar i låglandet.

## Ekologi
Individerna bildar mindre flockar som vilar under byggnadernas tak eller i trädens håligheter. Två upphittade honor var dräktiga med var sin unge.